# Ærøskøbing Kommune
| Strukturdaten       | Strukturdaten |
| ------------------- | ------------- |
| Sitz der Verwaltung | Ærøskøbing    |
| Fläche              | 73,70 km²     |
| Einwohner           | 3.731 (2005)  |
| Kommune seit 2006   | Ærø Kommune   |

Ærøskøbing Kommune war bis Dezember 2005 eine dänische Kommune auf der Insel Ærø im damaligen Fyns Amt. Sie entstand im Zuge der Kommunalreform im Jahre 1970 aus den Gemeinden Ærøskøbing Købsstadskommune und Vest Ærø Sognekommune. Seit Januar 2006 (d. h. ein Jahr vor der großen Verwaltungsreform Dänemarks) ist sie zusammen mit der Kommune Marstal Teil der neugebildeten Ærø Kommune.